# Папагос
Папа́гос (греч. Παπάγος ή Παπάγου) — город в Греции, восточный пригород Афин. Расположен на высоте 200 метров над уровнем моря, на Афинской равнине, на склоне Имитоса, в 6 километрах к востоку от центра Афин, площади Омониас. Входит в общину (дим) Папагос-Холаргос в периферийной единице Северные Афины в периферии Аттика. Население 13 699 жителей по переписи 2011 года. Площадь 3,375 квадратного километра.
Город основан после Гражданской войны для обеспечения жильём офицеров Вооружённых сил Греции и назван в честь маршала Александроса Папагоса (1883—1955). Сообщество Папагос создано в 1965 году (ΦΕΚ 224Α), в 1982 году (ΦΕΚ 98Α) создана община.
Город обслуживает станция Афинского метрополитена «Этники-Амина». По северо-западной окраине города проходит проспект Месойон, по юго-восточной — Автострада 64, по юго-западной — проспект Катехаки.
В городе располагаются Министерство национальной обороны Греции и Министерство инфраструктуры и транспорта Греции.

## Население
| Год  | Население, человек |
| ---- | ------------------ |
| 1961 | 6000               |
| 1971 | 8083               |
| 1981 | 12 553             |
| 1991 | 14 175             |
| 2001 | 13 799             |
| 2011 | ↘ 13 699           |